# Slag bij Mons Lactarius
De Slag bij Mons Lactarius, ook wel de Slag bij de Vesuvius genoemd,  vond plaats in 553 nabij Mons Lactarius (de Monti Lattari) in Zuid-Italië. Het was de laatste slag tussen de troepen van de Oost-Romeinse keizer Justinianus I onder leiding van Narses en het Ostrogotische leger van Teia. 
Nadat de voorganger van Teia, Totila, gesneuveld was in de Slag bij Taginae, hadden de Ostrogoten hun militaire superioriteit in Italië verloren. Narses veroverde Rome en belegerde Cumae. De Ostrogoten trachten zich te reorganiseren en kozen een nieuwe koning, Teia. Teia kwam de belegerde stad Cumae te hulp maar werd bij Mons Lactarius in een hinderlaag gelokt door Narses.
Na een strijd van twee dagen werd het Ostrogotische leger verslagen. 
De Ostrogotische machtspositie in Italië was definitief gebroken. Teia sneuvelde. De Ostrogoten trokken zich terug naar de Alpen. Gedurende enige tijd hoorde Italië weer bij het Oost-Romeinse Rijk. Een poging van de Franken om het machtsvacuüm dat in Italië ontstond na de nederlaag in te vullen werd door Narses verijdeld.